# Szanidar
Szanidar – rozległa jaskinia w Kurdystanie w północnej części Iraku, w pobliżu granicy tureckiej. Położona na wysokości 822 m n.p.m. w południowych zboczach masywu Baradost, ma powierzchnię ok. 1000 m², była wykorzystywana jako miejsce obozowania od czasów paleolitu.
Zawiera warstwy archeologiczne z paleolitu i mezolitu. Grubość złoża sięga 14 m, prace w tym stanowisku archeologicznym prowadził Ralph Solecki w latach 1951–1965.
W warstwach najgłębszych odkryto przemysły mustierskie i szkielety neandertalczyków. Znaleziska te datowano metodą C14 na okres 48–44 tys. lat p.n.e. Badania palinologiczne wykazały przy jednym ze szkieletów obecność licznych szczątków kwiatów. Prawdopodobnie ciało zostało złożone na łożu z kwiatów pomiędzy majem a lipcem.
W jaskini rozpoznano również przemysł kultury baradosteńskiej (datowany na 33-25 tys. lat p.n.e.) oraz przemysł związany z kulturą zarzyjską (datowany na 10–8 tys. lat p.n.e., po części związany z mezolityczną osadą w Zawi Szemi).